# Claremont (Califórnia)
Claremont é uma cidade localizada no estado americano da Califórnia, no condado de Los Angeles. Foi incorporada em 1907.

## Geografia
De acordo com o Departamento do Censo dos Estados Unidos, a cidade tem uma área de 34,9 km², dos quais 34,5 km² estão cobertos por terra e 0,4 km² por água.

### Localidades na vizinhança
O diagrama seguinte representa as localidades num raio de 16 km ao redor de Claremont. 

## Demografia
Segundo o censo nacional de 2010, a sua população é de 34 926 habitantes e sua densidade populacional é de 1 011,3 hab/km². Possui 12 156 residências, que resulta em uma densidade de 351,6 residências/km².

## Marcos históricos
O Registro Nacional de Lugares Históricos lista oito marcos históricos em Claremont. O primeiro marco foi designado em 28 de dezembro de 1978 e o mais recente em 18 de dezembro de 2017, o Peter Drucker House.